# Dreamtone & Iris Mavraki's Neverland

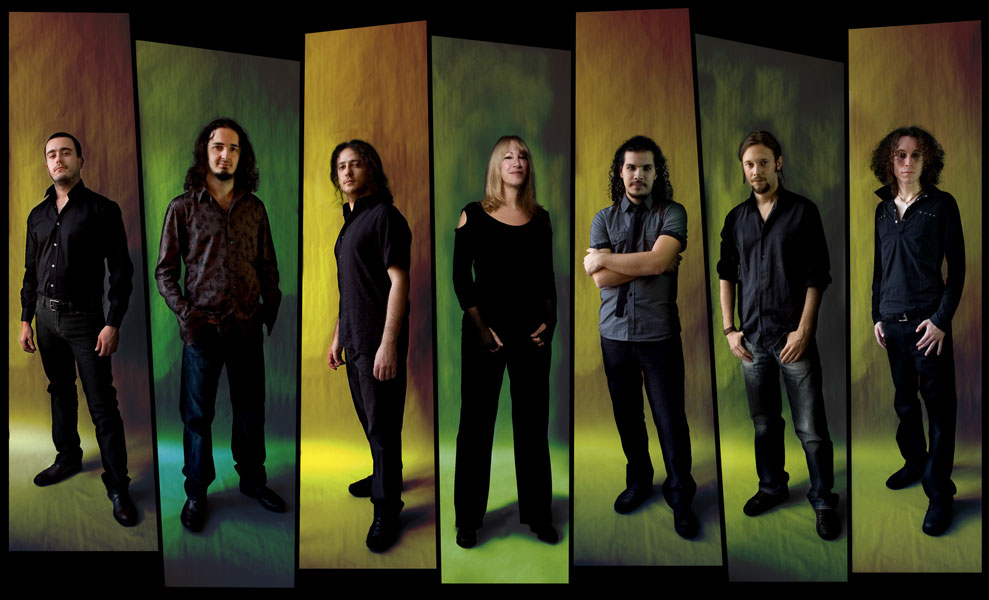
Dreamtone & Iris Mavraki's Neverland

Dreamtone & Iris Mavraki's Neverland is een Turkse progressieve metalband die is opgericht in 2005.

## Bezetting

### Huidige bandleden
- Oganalp Canatan - Zanger
- Iris Mavraki - Zangeres
- Onur Ozkoc - Gitarist
- Burak Kahraman - Gitarist
- Can Dedekarginoglu - Bassist
- Emrecan Sevdin - Drummer
- Guney Ozsan - Toetsenist

## Biografie
Dreamtone & Iris Mavraki's Neverland werd gevormd in 2005 nadat Dreamtones toenmalige manager Orpheus Spiliotopoulos voorstelde aan de Griekse zangeres Iris Mavraki. Ze namen in deze periode samen demo's op en in 2007 werden ze getekend op AFM Records.
Hansi Kürsch, Tom Englund, Gary Wehrkamp en Mike Baker waren gastzangers op het eerste album van de band, Reversing Time. Dit album kwam in 2008 uit.
In 2009 neemt de band haar tweede album op. Ze zullen ook hun eerste gezamenlijk optreden spelen op ProgPower Europe.

## Discografie
- Reversing Time (2008)